# 盐官站
盐官站是杭海城际铁路的一个车站，位于中华人民共和国浙江省嘉兴市海宁市盐官镇观潮大道与郭店西路交叉口东南侧，于2021年6月28日正式启用。

## 车站结构

### 车站楼层
盐官站为高架二层侧式车站，站厅位于一层，站台位于二层。
| 2层  | 侧式站台，右侧开门 | 侧式站台，右侧开门                               | 侧式站台，右侧开门 | 侧式站台，右侧开门 |
|      |                    | █ 杭海城际 往临平南高铁站（周王庙）              |                    |                    |
|      |                    | █ 杭海城际 往浙大国际校区（桐九公路）            |                    |                    |
|      | 侧式站台，右侧开门 |                                                  |                    |                    |
| 地面 | 站厅               | 出入口、售票机、客服中心、商店、警务室、安检设施 |                    |                    |

### 出入口
本站有A、B两个出入口，非付费区互不相连。A出入口位于车站东北侧，B出入口位于车站西北侧。
卫生间和垂直电梯均位于A口。